# إدوارد ك. وول
إدوارد ك. وول (بالإنجليزية: Edward C. Wall)‏ هو شخصية أعمال وسياسي أمريكي، ولد في 11 أغسطس 1843، وتوفي في 25 أبريل 1915. حزبياً، نشط في الحزب الديمقراطي. وقد انتخب عضو جمعية ولاية ويسكونسن.